# تاريخ اليهود في أوزبكستان

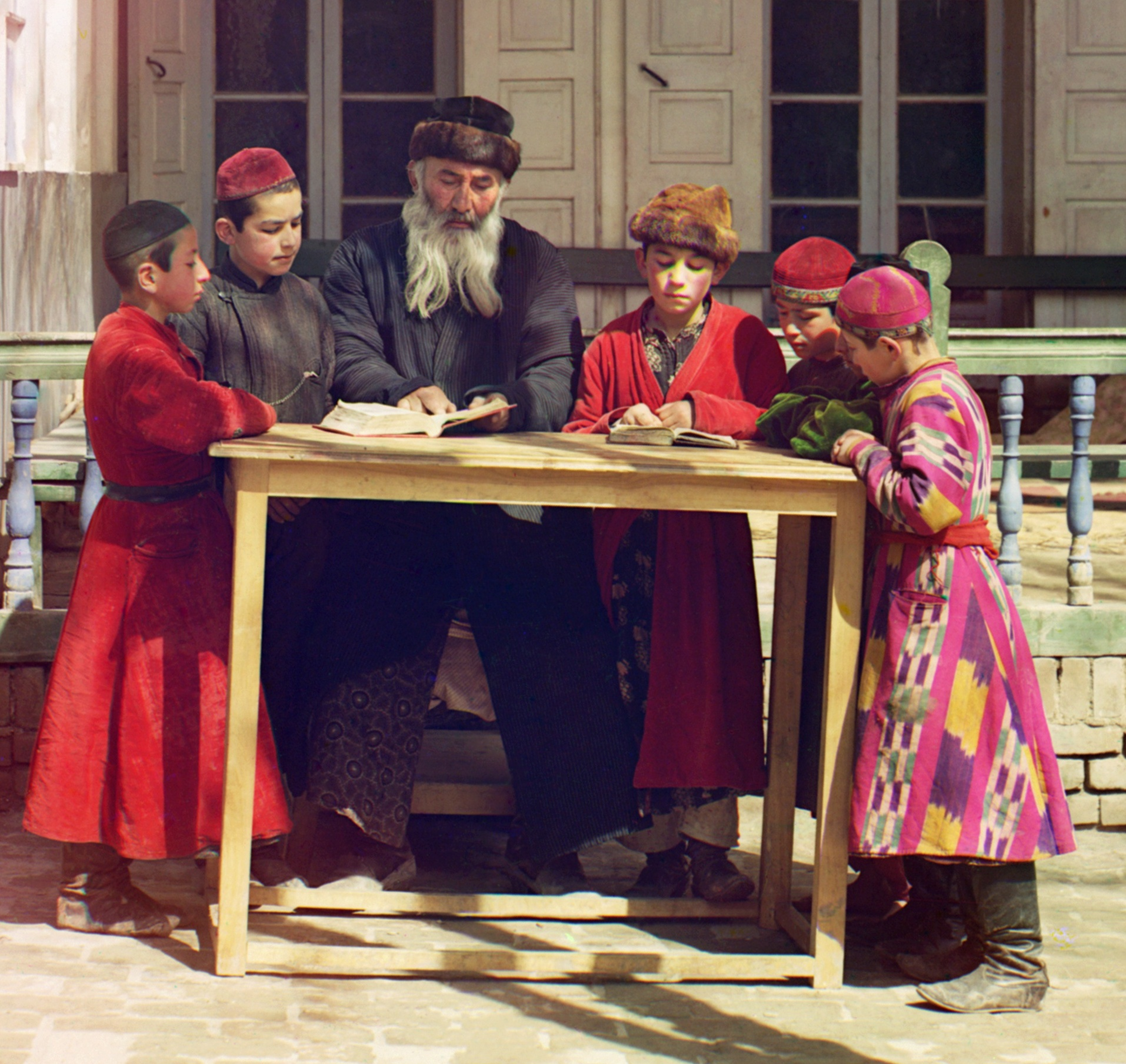
أطفال يهود مع معلمهم في سمرقند. التقط الصورة سيرجي بروكودين-غورسكي في وقت ما بين 1909 و 1915.

يشير تاريخ اليهود في أوزبكستان إلى تاريخ مجتمعين مختلفين ؛ الجالية اليهودية البخارية الأكثر تديناً وتقليدية والجالية الأشكنازية المستخلصة من أوروبا.
كان هناك 94,900 يهودي في أوزبكستان في عام 1989, ولكن بقي أقل من 5,000 في عام 2007 (معظمهم في طشقند).
يوجد 12 معبدًا يهوديًا في أوزبكستان.

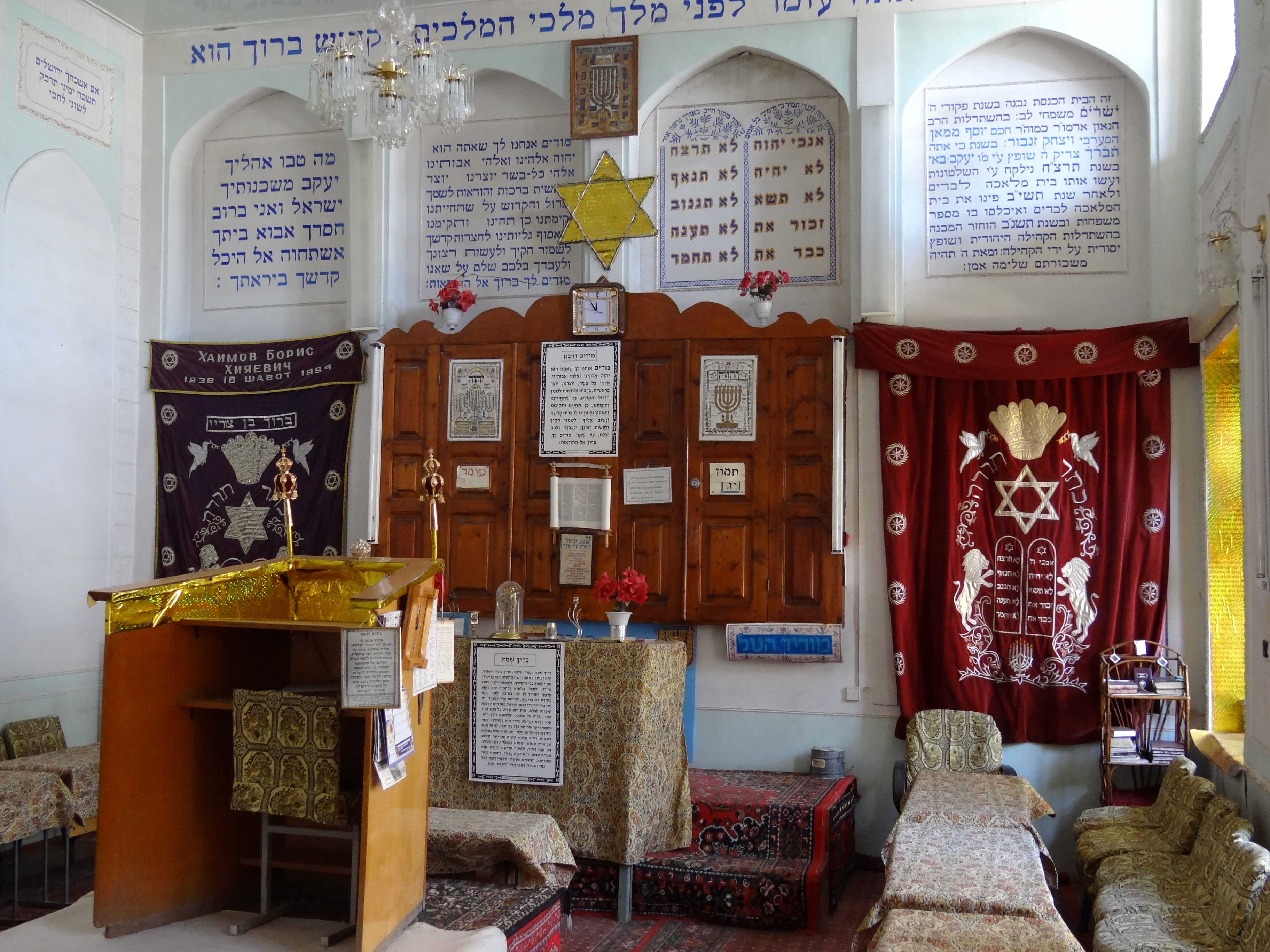
داخل كنيس بخارى

معظم اليهود الأوزبكيين هم الآن أشكنازي بسبب هجرة يهود بخارى إلى إسرائيل والولايات المتحدة. 

## الجالية اليهودية فرغانة
سيميون عبد الرحمنوف هو زعيم الجالية اليهودية فرغانة. هناك ستة معابد يهودية في الوادي. هناك عدة مئات من اليهود في فرغانة ونمنغان وقوقند, مع إجمالي 800 في المنطقة. قال عبد الرحمنوف إن أكبر مشكلة تواجه الجالية اليهودية الأوزبكية هي الاقتصاد.
خلال مذبحة أنديجان في مايو 2005, طلبت السفارة الإسرائيلية في طشقند من عبد الرحمنوف إعداد قوائم باليهود «في حالة الحاجة إلى نقل الأشخاص جواً إلى إسرائيل».

## التركيبة السكانية التاريخية
تضاعف عدد السكان اليهود في أوزبكستان (المعروفة آنذاك باسم جمهورية أوزبكستان الاشتراكية السوفيتية) ثلاث مرات تقريبًا بين عامي 1926 و 1970, ثم انخفض ببطء بين عامي 1970 و 1989, تلاه انخفاض سريع جدًا منذ عام 1989, عندما بدأ انهيار الشيوعية في الحدوث. وفقًا للإحصاء السوفيتي, كان هناك 103 آلاف يهودي في أوزبكستان عام 1970.
بين عامي 1989 و 2002, غادر أكثر من تسعين في المائة من السكان اليهود في أوزبكستان وانتقلوا إلى بلدان أخرى, معظمهم إلى إسرائيل.